# Рудольф Квернер
Ернст Рудольф Квернер (нім. Ernst Rudolf Querner; 10 червня 1893 — 27 травня 1945 , Магдебург) — один з вищих офіцерів СС і керівників поліції Третього рейху, обергруппенфюрер СС, генерал поліції і військ СС в Австрії та Німеччині. Вищий керівник СС і поліції на Дунаї.
Воєнний злочинець, відповідальний за переміщення в'язнів концентраційних таборів нацистської Німеччини на окупованих територіях в міру наближення до них військ союзників в табори всередині Німеччини.

## Біографія
Син фермера. Освіту здобув у Дрезденському кадетському корпусі й у Військовій академії в Ганновері. Учасник Першої світової війни з серпня 1914 року. На самому початку війни узятий в полон і до грудня 1918 року перебував у французьких таборах для військовополонених.
З вересня 1919 року служив у поліції безпеки в Саксонії, а в 1920 році — в жандармерії.
У 1930—1933 роках брав участь у діяльності Гітлер'югенду. Після приходу націонал-соціалістів до влади в Німеччині в 1933 році вступив у НСДАП (квиток № 2 385 386).
З 1934 року працював у Імперському міністерстві внутрішніх справ.
У середині березня 1935 року переведений в шуцполіцію. З 1 вересня 1936 року командував шуцполіцією Гамбурга, з 1 квітня 1937 по жовтень 1940 року — інспектор шуцполіції в Гамбурзі, Бремені та Ольденбурзі.
У травні 1938 року вступив у СС. З 22 травня 1938 по листопад 1940 року — начальник штабу оберабшніта СС «Північно-Захід» (пізніше «Нордзе»).
З березня по червень 1939 року — командувач поліції порядку в Празі, організував масові арешти супротивників режиму після приєднання до Німеччини Богемії і Моравії.
З 1 листопада 1940 року — генерал-інспектор жандармерії і поліції в Головному управлінні поліції порядку. З квітня 1941 року — командир оберабшніта СС «Нордзе».
З 30 квітня 1941 по 20 квітня 1943 року — вищий керівник СС і поліції «Нордзе» (Гамбург), з 31 січня 1943 по 5 жовтня 1944 року — «Дунай» (Відень) і командир оберабшніта СС «Дунай».
З 5 жовтня 1944 року — вищий керівник СС і поліції «Центр».
Після закінчення війни Квернер був заарештований і 27 травня 1945 року, перебуваючи під вартою, наклав на себе руки.

## Звання
- Лейтенант (лютий 1912)
- Гауптман поліції (1922)
- Оберст-лейтенант поліції (1933)
- Оберст (1 вересня 1936)
- Штандартенфюрер СС (травень 1938)
- Генерал-майор поліції (квітень 1939)
- Оберфюрер СС (червень 1939)
- Бригадефюрер СС (квітень 1940)
- Группенфюрер СС і генерал-лейтенант поліції (листопад 1940)
- Обергруппенфюрер СС і генерал поліції (червень 1943)
- Генерал військ СС (червень 1944)

## Нагороди
- Відзнака за просту гімнастику (1911)
- Залізний хрест 2-го класу (9 вересня 1919)
- Німецький імперський спортивний знак в сріблі (№ 5853; 18 листопада 1929)
- Почесний знак в бронзі зі срібним вінком Німецького картелю полювання і спортивної стрільби (5 січня 1931)
- Почесний хрест ветерана війни з мечами (30 жовтня 1934)
- Відзнака Німецької асоціації порятунку життя в бронзі
- Німецький Олімпійський знак 2-го класу (1937)
- Пам'ятна військова медаль (Угорщина) з мечами (24 травня 1937)
- Пам'ятна військова медаль (Австрія) з мечами (5 червня 1937)
- Медаль за участь у Європейській війні (1915—1918) (19 січня 1938)
- Кільце «Мертва голова»
- Почесний кинджал СС
- Почесна шпага рейхсфюрера СС (1938)
- Медаль «За вислугу років у поліції» 3-го, 2-го і 1-го ступеня (18 років) (1938)
- Орден Заслуг (Угорщина), командорський хрест (24 серпня 1938)
- Право носіння зіг-рун на поліцейській формі (11 вересня 1938)
- Медаль «У пам'ять 13 березня 1938 року» (21 листопада 1938)
- Йольський свічник (грудень 1938)
- Почесний знак Німецького Червоного Хреста 2-го ступеня (20 квітня 1939)
- Медаль «У пам'ять 1 жовтня 1938» із застібкою «Празький град»
  - медаль (5 липня 1939)
  - застібка (4 квітня 1940)
- Залізний почесний щит 11-ї авіаційної області (29 грудня 1939)
- Почесний знак протиповітряної оборони
  - 2-го ступеня (30 березня 1940)
  - 1-го ступеня (30 січня 1943)
- Хрест Воєнних заслуг
  - 2-го класу з мечами (10 вересня 1940)
  - 1-го класу з мечами (6 січня 1942)
- Цивільний знак СС (№ 166 332; 1940)